# Намброка
Намброка (ісп. Nambroca) — муніципалітет в Іспанії, у складі автономної спільноти Кастилія-Ла-Манча, у провінції Толедо. Населення — 3838 осіб (2010).
Муніципалітет розташований на відстані близько 70 км на південь від Мадрида, 9 км на південний схід від Толедо.
На території муніципалітету розташовані такі населені пункти: (дані про населення за 2010 рік)
- Намброка: 3056 осіб
- Лас-Ньєвес: 782 особи

## Демографія
Динаміка населення (INE ):

## Галерея зображень

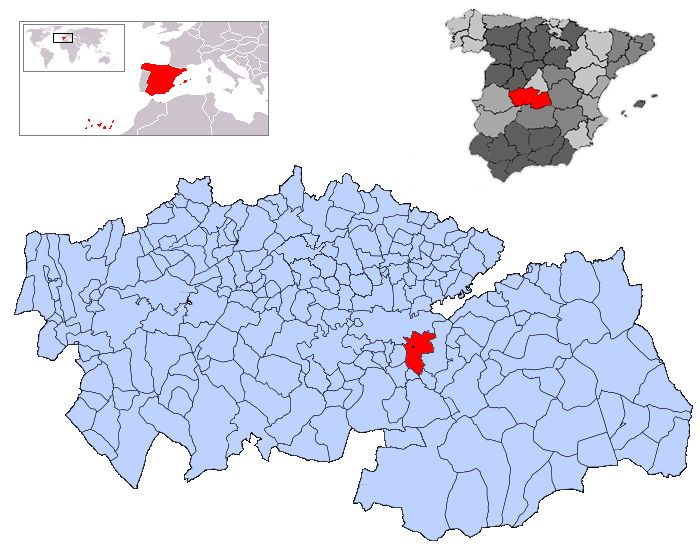
Розташування муніципалітету у провінції Толедо